# Wolfshorn (Rothaargebirge)
Das Wolfshorn ist ein 643,7 m ü. NHN hoher Berg im Südwesten des Rothaargebirges. Er liegt beim Kirchhundemer Ortsteil Welschen Ennest im nordrhein-westfälischen Kreis Olpe.

## Geographie

### Lage
Das Wolfshorn erhebt sich im Südteil des Sauerlandes, im Naturpark Sauerland-Rothaargebirge sowie in den Gebieten der Gemeinde Kirchhundem und der Stadt Kreuztal. Sein Gipfel liegt im Gemeindegebiet Kirchhundems 1,5 km östlich des Ortsteils Welschen Ennest, 1,7 km nordwestlich des Ortsteils Silberg, 1,9 km westlich des Ortsteils Varste und 1,9 km südlich des Ortsteils Benolpe. Er liegt auf der Grenze der Gemarkungen der Kirchhundemer Ortsteile Kohlhagen im Südosten und Rahrbach im Nordwesten. Auf dem bereits zum Siegerland zählenden Südwesthang des Berges liegt die Gemarkung des Kreuztaler Ortsteils Burgholdinghausen, die mit 250 m Entfernung an den Gipfel heran reicht und dort knapp 625 m Höhe erreicht. Nach Süden leitet die Landschaft zum Hohen Wald (656,2 m) über und nach Nordosten zum Rimmert (569 m).
Das Wolfshorn ist 643,6 m hoch. In südlicher Gipfelnähe liegen auf 642,2 m und 642 m Höhe zwei trigonometrische Punkte.

### Naturräumliche Zuordnung
Das Wolfshorn gehört in der naturräumlichen Haupteinheitengruppe Süderbergland (Nr. 33), in der Haupteinheit Rothaargebirge (mit Hochsauerland) (333) und in der Untereinheit Westrothaarhöhen (333.4) zum Naturraum Brachthäuser Hohe Waldberge (333.40,  siehe Abschnitt im Rothaargebirgsartikel). Seine Landschaft fällt nach Nordwesten in die zum Naturraum Fahlenscheid (3362.51) gehörende Rahrbachmulde (3362.510) ab, die in der Haupteinheit Westsauerländer Oberland (336) zur Untereinheit Südsauerländer Bergland (336.2) zählt.

### Fließgewässer
Auf dem Südhang des Wolfshorn entspringt der Heimkehrsiepen, ein Zufluss des Schladesiepen, der südöstlich des Berges in den Silberbach mündet; in diesen mündet auch der auf dem Osthang quellende Arenssiepen. Der Silberbach speist nordnordöstlich des Berges den dort auch Rahrbach oder Rohrbach genannten Oberlauf der westlich des Berges fließenden Olpe. Auf dem Südsüdwesthang des Berges liegt die Quelle der überwiegend südwärts verlaufenden Littfe (Dickenbrücher Wasser), die in den Ferndorfbach mündet.

## Sonstiges
Etwa 230 m südwestlich des Wolfshorngipfels markiert ein historischer Grenzstein den Verlauf des Kölschen Hecks (Landhecke), einer ehemaligen Landwehr, der die heutige Verwaltungsgrenze zwischen den Kreisen Olpe und Siegen-Wittgenstein folgt.
Auf Großteilen des Berges liegen Teile des Landschaftsschutzgebiets (LSG) Kreis Olpe (CDDA-Nr. 555555098; 1984 ausgewiesen; 265,0307 km² groß), und bis auf den Südwesthang reichen solche des LSG Kreuztal (CDDA-Nr. 386369; 2004; 53,1735 km²).
Über den Südwesthang des Berges verläuft der Siegerlandweg des Sauerländischen Gebirgsvereins.